# 俄罗斯帝国内务部
俄罗斯帝国内务部（俄语：  Министерство внутренних дел Российской империи) 是俄罗斯帝国内阁的国家行政机构，在国家安全、公共安全、执法、领导地方当局、打击犯罪、保护被剥夺权利的地方等领域行使行政职能媒体和图书出版中的自由、许可制度和审查制度。
俄罗斯帝国内务部将各种各样的任务集中在其手中，包括安全警察和福利警察。

## 历史
上， 9月20日［儒略曆1802年］ ，亚历山大一世发表的《关于设立内阁各部令》获得通过。 与其他部委一起，俄罗斯内务部也成立了。第一任内政部长是Viktor Kochubey伯爵。副部长成为帕维尔·斯特罗加诺夫伯爵。
根据斯佩兰斯基伯爵的说法，该部应该负责监督国家的生产力，而与安全警察的职能完全无关。内务部的警察属性是随着1819年警察部的加入而改变。
总体结果的后续变化扩大了内政部的权限，尽管它部分缩小了。于是，在1826年，前警察大臣的“特别办公室”被分配给了皇帝秘书处的一个独立的第三处；照顾国家和国民经济的工作部分地留给了财政部和国家财产部。另一方面，1832年，外国教派的主要精神事务部门以部门的形式隶属于内务部，1862年，审查制度被移交给内务部，1865年，当铁道部被改造时，它是土木警察 ，1868年，它包括被废除的俄罗斯帝国邮电部，之前，直到1830年，它的管理也是内务部的一部分。
1880年，原皇帝陛下秘书处第三处隶属于内务部，部长兼任宪兵总长被委托管理宪兵队。自1843年起，内务部负责统计部门；1861年，在其下成立了专门的Zemsky部门；1889年7月12日关于zemstvo地区指挥官的规定授予他司法和司法监督职能。监狱部分的负责人在1895年从内务部转到了司法部。1880年，成立了一个特别部，将邮局和外国教派的精神事务等不同部分结合起来；但就在第二年，该部被废除，其事务被归入内务部。
内务部在其他部委中的特殊地位不仅是由其职能的多重性、多样性和重要性决定的，而且也是由它主要负责警察的事实决定的，一般来说，政府的所有命令的强制执行，无论它指的是哪个部委，一般都是由警察执行的。

## 链接
- . . St. Petersburg. 1890–1907.